# Los Pepes
Los Pepes – krótko działająca straż obywatelska, składająca się z wrogów bossa narkotykowego Pabla Escobara. We wczesnych latach 90. prowadzili oni wojnę z kartelem z Medelín, która zakończyła się wraz ze śmiercią Escobara w 1993 roku.

## Nazwa
Choć nazwa sugeruje, że wszyscy lub większość członków Los Pepes była prześladowana przez Escobara, najprawdopodobniej tylko garstka członków grupy została skrzywdzona przez osławionego bossa narkotykowego. Wielu członków było po prostu rywalami Escobara w handlu narkotykami. Los Pepes był rzekomo finansowany przez rywali Pabla z kartelu z Cali, braci Castaño, a także nieznanych osób i grup, w tym podobno przez Drug Enforcement Administration (DEA).

## Historia

### Powiązania z władzami
Istnieją doniesienia, że Los Pepes mieli powiązania z niektórymi członkami kolumbijskiej policji krajowej, zwłaszcza z Search Bloc (Bloque de Búsqueda), z którymi wymieniali informacje w celu realizacji działań przeciwko Escobarowi. Według dokumentów opublikowanych przez amerykańską CIA w 2008 roku, „Dyrektor Kolumbijskiej Policji Krajowej generał Miguel Antonio Gómez Padilla powiedział „że kierował oficerów PKK do utrzymywania kontaktów z Fidelem Castaño, liderem paramilitarnym Los Pepes, w celu zbierania informacji wywiadowczych.”

### Następstwa
Po śmierci Escobara w 1993 roku kilku liderów Los Pepes zostało liderami narodowej grupy paramilitarnej Zjednoczone Siły Samoobrony Kolumbii (AUC), grupy, która powstała nie tylko do walki z kartelami narkotykowymi, ale także z marksistowską grupą partyzancką FARC. Bracia Castaño (Carlos 1965-2004, Vicente i Fidel, który zaginął w 1994 roku) byli założycielami kilku grup paramilitarnych i siłą napędową AUC.
Inny członek Los Pepes, Diego Murillo Bejarano znany jako „Don Berna”, został w końcu Inspektorem Generalnycm AUC i ważnym handlarzem narkotyków kartelu The Office of Envigado.
Instytut Studiów Politycznych USA poszukuje związków, jakie miała CIA i DEA z Los Pepes. Wnieśli już oni pozew przeciwko CIA na podstawie aktu o wolności informacji.

## Przedstawienia
W swojej książce Polowanie na Escobara (ISBN 978-83-7976-543-0) Mark Bowden przedstawia niektóre operacje i działania Los Pepes, a także opisuje niektóre formy współpracy i wsparcia, które grupa otrzymała od Policji Krajowej Kolumbii.
Los Pepes zostało przedstawione w drugim sezonie serialu Narcos platformy Netflix.